# Stephen Lambdin
Stephen Lambdin (Rockwall, 9 de marzo de 1988) es un deportista estadounidense que compite en taekwondo. Ganó una medalla en los Juegos Panamericanos de 2011, y cinco medallas en el Campeonato Panamericano de Taekwondo entre los años 2006 y 2018.

## Palmarés internacional
| Juegos Panamericanos    | Juegos Panamericanos     | Juegos Panamericanos | Juegos Panamericanos |
| Año                     | Lugar                    | Medalla              | Categoría            |
| ----------------------- | ------------------------ | -------------------- | -------------------- |
| 2011                    | Guadalajara (México)     | Medalla de bronce    | +80 kg               |
| Campeonato Panamericano |                          |                      |                      |
| Año                     | Lugar                    | Medalla              | Categoría            |
| 2006                    | Buenos Aires (Argentina) | Medalla de plata     | +84 kg               |
| 2012                    | Sucre (Bolivia)          | Medalla de bronce    | +87 kg               |
| 2014                    | Aguascalientes (México)  | Medalla de oro       | +87 kg               |
| 2016                    | Querétaro (México)       | Medalla de plata     | +87 kg               |
| 2018                    | Spokane (Estados Unidos) | Medalla de plata     | +87 kg               |